# When the Keyboard Breaks: Live in Chicago
When the Keyboard Breaks: Live in Chicago utkom 2009 genom skivbolaget Lazy Tomato Entertainment och är det amerikanska progressiv metal-bandet Liquid Tension Experiments fjärde album. Albumet tillkom under en konsert i Chicago, då en av keybordisten Jordan Rudess klaviaturer (en Roland Fantom-G8) under låten "Universal Mind" började bete sig underligt. Rudess gick av scenen för att söka teknisk hjälp, bland annat från Roland direkt. Resten av gruppen fortsatte improvisera tills Rudess kunde återvända - vilket han också gjorde, men utan klaviatur. Han tog då gitarristen John Petruccis gitarr och började spela. Petrucci tog basisten Tony Levins bas, och Levin tog i sin tur en Chapman Stick. För detta albumsläpp kallade sig gruppen temporärt Liquid Trio Experiment 2, en anspelning på föregående album Spontaneous Combustion då de kallade sig Liquid Trio Experiment. Musikstilen på albumet kan klassas som progressiv metal/progressiv rock/instrumental rock. Albumets namn är en referens till spåret "When the Water Breaks" från gruppens andra album, Liquid Tension Experiment 2.
Eftersom albumet är en liveinspelning har det aldrig mixats i en studio, och allt som hörs är också vad publiken hörde.

## Låtförteckning
| Nr           | Titel                                                                         | Längd |
| ------------ | ----------------------------------------------------------------------------- | ----- |
| 1.           | "Universal Mind (When the Keyboard Broke)"                                    | 2:20  |
| 2.           | "The Chicago Blues & Noodle Factory"                                          | 7:03  |
| 3.           | "Fade Away or Keep Going?"                                                    | 5:03  |
| 4.           | "The Haunted Keyboard"                                                        | 9:34  |
| 5.           | "Close Encounters of the Liquid Kind"                                         | 15:13 |
| 6.           | "Ten Minute Warning"                                                          | 5:55  |
| 7.           | "That 'Ol Broken Down Keyboard Blues"                                         | 6:34  |
| 8.           | "Liquid Anthrax" (Innehåller utdrag av "How Many More Times" av Led Zeppelin) | 4:55  |
| 9.           | "That's All Folks!"                                                           | 2:12  |
| Total längd: | Total längd:                                                                  | 58:50 |

## Medverkande
Musiker (Liquid Trio Experiment 2)
- Tony Levin – basgitarr, Chapman Stick
- Mike Portnoy – trummor, basgitarr (spår 8)
- John Petrucci – gitarr, basgitarr (spår 7)

Bidragande musiker
- Jordan Rudess – keyboard (spår 1), gitarr (spår 7)
- Charlie Benante – trummor (spår 8)

Produktion
- Stew Wilson – ljudtekniker
- Fred Kevorkian – mastering
- Scotty Hansen – omslagsdesign
- Rob Olewinski, Tony Levin – foto